# Klimov M-105
O Klimov M-105 foi um motor V12 aeronáutico a pistão utilizado em aeronaves soviéticas durante a Segunda Guerra Mundial.

## Desenvolvimento
O M-105, projetado em 1940, baseou-se muito na experiência da Klimov com o motor Hispano-Suiza 12Y (produzido sob licença como M-100). Além de um supercompressor de duas velocidades, o M-105 teve muitas melhorias como duas válvulas de admissão por cilindro e um virabrequim contrabalanceado. O M-105 foi o primeiro motor V-12 da Klimov a incorporar o sistema de indução na parte de "fora" dos cilindros, com o sistema de exaustão também saindo pelo lado de fora, com portas "siamesas" de exaustão adjacentes uma a outra. Cerca de 129.000 M-105 e seus variantes foram produzidos.
Durante a guerra, os motores da Klimov foram redesignados de "M" (de "motor") para "VK" (das iniciais do engenheiro chefe).

## Variantes
- M-105  - (1.100 hp) Primeira versão produzida no final de 1939. Instalado em alguns caças pré-guerra.
- M-105P - (1.050 hp) Primeiro motor de produção em massa (1940). Aceita um canhão automático no "V" entre os cilindros. Instalado na maior parte dos caças soviéticos pré-guerra - Yak-1, LaGG-1 e várias aeronaves experimentais.
- M-105PA - (1.200 hp) Versão melhorada (1941).
- M-105PF (VK-105PF) - (1.260 hp) Modificação de 1942 com maior potência com a perda de desempenho em altas altitudes. Apesar da preocupação de Klimov sobre o menor tempo de vida útil, o motor foi colocado em produção por insistência da Yakovlev e a utilização da versão "PF" mostrou que esta foi a decisão correta. Foi instalado em várias versões de caças "Yak" - Yak-1B, Yak-7B, Yak-9.
- VK-105PF2 & PF3 - (1.300 a 1.360 hp) Maior potência, desmentindo a opinião de que o M-105 não poderia ficar mais potente. O "PF2" foi instalado no Yak-3.
- M-105PD - (1.170 hp) Motor com turbocompressor E-100 de dois estágios, experimental de alta altitude, mas não foi bem sucedido.
- M-105R - (1.100 hp) Caixa de redução da hélice menor para bombardeiros. Instalado no Pe-2, BB-22 (Yak-4) e outros.
- M-105RA - (1.110 hp) M-105PA com caixa de redução da hélice menor para bombardeiros.

## Aplicações
- Arkhangelsky Ar-2
- Ikarus S-49
- Lavochkin-Gorbunov-Goudkov LaGG-1
- Lavochkin-Gorbunov-Goudkov LaGG-3
- Mörkö-Morane
- Petlyakov Pe-2
- Petlyakov Pe-3
- Yakovlev Yak-1
- Yakovlev Yak-2
- Yakovlev Yak-3
- Yakovlev Yak-4
- Yakovlev Yak-7
- Yakovlev Yak-9
- Yermolayev Yer-2
- Aircobra P-39
- Kittyhawk P-40